# Щербаха Сава Савич
Сава Савич Щербаха (1877—?) — селяниський депутат Державної думи II скликання від Таврійської губернії.

## Біографія
За національністю українець. Походив з села Петропавлівки Бердянського повіту Таврійської губернії. Здобув початкову домашню освіту. Пізніше закінчив земське училище. Був чорноробом. Займався землеробством, маючи 6 десятин землі наділу.
6 лютого 1907 року обраний до Державної думи II скликання від з'їзду уповноважених від волостей Таврійської губернії. У Думі увійшов до складу Трудової групи та фракції Селянського союзу.
Подальша доля та дата смерті невідомі.

### Архіви
- Російський державний історичний архів. Фонд 1278. Опис 1 (2-й скликання). Справа 504; Справа 553. Аркуш 5.